# チャンプアック・チョー・シープラーサート
チャンプアック・チョー・シープラーサート（Changpuek Chorsepasert、1979年7月5日 - ）は、タイのムエタイ選手。カーンチャナブリー県出身。ISSジム所属。リングネームは"白い象"でチャンプア・ゲッソンリットにあやかって改名された。身長177cm。元WPMF世界スーパーウェルター級王者。

## 来歴
- 2001年12月、中国散打との対抗戦で体格の上回る相手をローキック一発でKO。
- 2002年5月11日、K-1 WORLD MAX 2002 〜世界一決定戦〜のリザーブマッチに出場。大野崇と対戦し、1R1分48秒KO（2ノックダウン）勝ちを収めた。
- 2004年4月17日、タイ、ルンピニー・スタジアムで新設された世界プロムエタイ連盟（WPMF）の世界スーパーウェルター級初代王者決定戦で佐藤嘉洋と対戦。2R目に肘打ちでダウンを奪う。4R、佐藤の出血によるTKOで勝利し、初代王者に認定。その後、防衛戦要請に応じなかったことから王座を剥奪された。
- 2004年9月19日、シュートボクシングの世界トーナメント「S-cup 2004」に出場。アルバート・クラウス（オランダ）に延長1R判定で敗れ、1回戦敗退。しかし、クラウスが右背部筋挫傷および肋骨亀裂骨折により準決勝を辞退。チャンプアックが準決勝に進出するも、アンディ・サワー（オランダ）に判定負け。

## 戦績
- プロキックボクシング（ムエタイ含む）: 119戦 93勝 67KO 26敗

## 獲得タイトル
- WMTA世界スーパーウェルター級王者
- 初代WPMF世界スーパーウェルター級王座